# Championnat de Guinée équatoriale de football
Le championnat de Guinée équatoriale de football (Primera Divisíon de Honor) a été créé en 1979. Du fait de la configuration géographique du pays, les quatorze clubs participants sont répartis en deux poules (Insular et Continental), puis les trois meilleures formations de chaque groupe disputent la Liguilla, qui décerne le titre de champion au premier. 
Le champion de Guinée équatoriale se qualifie pour la Ligue des champions de la CAF. Le CD Elá Nguema est le club le plus titré du pays avec seize titres de champion remportés.

## Palmarès
- 1979 : Real Rebola
- 1980 : Deportivo Mongomo
- 1981 : Atlético Malabo
- 1982 : Atlético Malabo
- 1983 : Dragón FC (Bata)
- 1984 : CD Elá Nguema
- 1985 : CD Elá Nguema
- 1986 : CD Elá Nguema
- 1987 : CD Elá Nguema
- 1988 : CD Elá Nguema
- 1989 : CD Elá Nguema
- 1990 : CD Elá Nguema
- 1991 : CD Elá Nguema
- 1992 : Akonangui Football Club

Champions inconnus de 1993 à 1995
- 1996 : Cafe Bank Sportif (Malabo)
- 1997 : Deportivo Mongomo
- 1998 : CD Elá Nguema
- 1999 : Akonangui Football Club
- 2000 : CD Elá Nguema
- 2001 : Akonangui Football Club
- 2002 : CD Elá Nguema
- 2003 : Atlético Malabo
- 2004 : Renacimiento FC
- 2005 : Renacimiento FC
- 2006 : Renacimiento FC
- 2007 : Renacimiento FC
- 2008 : Akonangui Football Club
- 2009 : CD Elá Nguema
- 2010 : Deportivo Mongomo
- 2011 : CD Elá Nguema
- 2012 : CD Elá Nguema
- 2013 : Akonangui Football Club
- 2014 : CD Elá Nguema
- 2015 : Racing Micomeseng
- 2015-2016 : CD Elá Nguema
- 2017 : Leones Vegetarianos
- 2018 : Leones Vegetarianos
- 2019 : Cano Sport Academy
- 2020 : Championnat abandonné
- 2020-2021 : Championnat non disputé
- 2021-2022 : Deportivo Mongomo
- 2023 : Dragón FC (Bata)
- 2023-2024 : Deportivo Mongomo

## Bilan
| Club                    | Titres | Saisons                                                                                        |
| ----------------------- | ------ | ---------------------------------------------------------------------------------------------- |
| CD Elá Nguema           | 16     | 1984, 1985, 1986, 1987, 1988, 1989, 1990, 1991, 1998, 2000, 2002, 2009, 2011, 2012, 2014, 2016 |
| Akonangui Football Club | 5      | 1992, 1999, 2001, 2008, 2013                                                                   |
| Deportivo Mongomo       | 5      | 1980, 1997, 2010, 2022, 2024                                                                   |
| Renacimiento FC         | 4      | 2004, 2005, 2006, 2007                                                                         |
| Atlético Malabo         | 3      | 1981, 1982, 2003                                                                               |
| Dragón FC               | 2      | 1983, 2023                                                                                     |
| Leones Vegetarianos     | 2      | 2017, 2018                                                                                     |
| Racing Micomeseng       | 1      | 2015                                                                                           |
| Cafe Bank Sportif       | 1      | 1995                                                                                           |
| Real Rebola             | 1      | 1979                                                                                           |
| Cano Sport Academy      | 1      | 2019                                                                                           |